# Hofanlage Alte Dorfstraße 100
Die Hofanlage Alte Dorfstraße 100 in der niedersächsischen Gemeinde Sottrum wurde im 19. Jahrhundert gebaut. Aktuell (2025) wird sie evtl. zum Wohnen genutzt.
Die Gebäude stehen unter Denkmalschutz (siehe auch Liste der Baudenkmale in Sottrum).

## Geschichte und Beschreibung
Sottrum wurde 1205 erstmals erwähnt und gehört zur heutigen Samtgemeinde Sottrum im Landkreis Rotenburg (Wümme).
Die Hofanlage mit altem Baumbestand besteht aus
- dem eingeschossigen giebelständigen Wohn- und Wirtschaftsgebäude von 1832 (Inschrift) als Zweiständer-Hallenhaus, in Fachwerk mit Steinausfachungen, reetgedecktem Krüppelwalmdach, Niedersachsengiebel mit Uhlenloch, Pferdeköpfen und der Grooten Door mit Korbbogen, das Innengerüst blieb erhalten und der Wohnteil wurde 1934 massiv erneuert,[2]
- der giebelständigen Scheune aus der zweiten Hälfte des 19. Jahrhunderts in Fachwerk mit Steinausfachung, pfannengedecktem Satteldach, Verbretterungen in den Giebeldreiecken und Querdurchfahrt.[3]

Das Landesdenkmalamt befand u. a.: „… ortsgeschichtlicher, gebäudetypischer, orts- und hofbildprägender Zeugniswert ….“